# Nanpara
Nanpara ist eine Stadt im nordindischen Bundesstaat Uttar Pradesh.
Nanpara liegt in der nordindischen Ebene im Distrikt Bahraich 20 km von der nepalesischen Grenze entfernt. Die Distrikthauptstadt Bahraich liegt 30 km südlich von Nanpara. Die nationale Fernstraße NH 28C verbindet Nanpara mit Lucknow und Nepalganj.
Außerdem führt die nationale Fernstraße NH 730 zum 75 km westlich gelegenen Lakhimpur.
Bahraich besitzt als Stadt den Status eines Nagar Palika Parishad. Die Stadt ist in 25 Wards gegliedert. Beim Zensus 2011 hatte Bahraich 48.337 Einwohner.